# CPU密集型
CPU密集型，英文为CPU-bound，直译为CPU受限型。
在计算机科学，如果一台计算机是CPU密集型(或计算密集型)，那么它完成一项任务的时间是取决于中央处理器的速度。其处理器占用率高，也许在某段时间内保持100%占用率。外围设备产生中断时，可能处理缓得很慢，也可能被无限期地推迟。
CPU密集型，这一概念从早期计算机来的。当时，在计算机部件间（CPU、磁带驱动器、硬盘、卡阅读器、打印机）的数据传输较为简单，因此可以直观地看到一个部件在工作，另一个部件被挂起。 这样地，计算机一直处理外设相关任务，就被形容为IO密集型(I/O bound)。一台电脑经常处于CPU密集型时，意味着需要升级CPU或者分析代码从而提高整体性能。
随着多总线、并行处理、多进程、抢先调度、先进的显卡、先进的声卡和更普遍、更分散的负荷，辨识一个部件是否为瓶颈变得越来越难。计算机地瓶颈也有可能是部件之间的切换过于快所造成的。
此外，现代计算机的即便CPU利用率达到100%，可能对其他部件的影响是十分小的。 最后，现代计算机的任务常常强调不同部件的协作，因此，解决任务的瓶颈可能不会影响到其他部件的性能。 由于这些原因，升级CPU并不总是有明显的效果。 CPU密集型该概念，现今，只是众多影响现代计算机性能的因素之一。